# Plus ultra

Spaniens vapen med valspråket plvs vltra lindat kring Herakles Stoder.

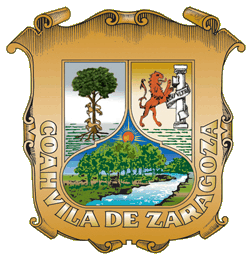
Vapensköld för Coahuila med mottot Plus ultra på pelaren som syns i övre högra hörnet.

Plus ultra (från latin, Ständigt vidare) är Spaniens officiella valspråk. Det användes första gången 1516 av Karl V av Spanien, som använde det som personligt motto och som uttryck för handlingskraften i det nya spanska imperiet.
Valspråket användes för att uppmuntra sjöfarare att trotsa och glömma den gamla varningen i grekiska mytologin, enligt vilken Herkules hade satt två pelare vid Gibraltar sund, och man trodde att det var Världens slut, den sista gränsen som Medelhavets sjöfarare kunde nå. Non terrae plus ultra (”Det finns inget land längre bort”) användes också som valspråk i Fisterra, men det förlorade sin symboliska kraft när Christofer Columbus upptäckte Västindien efter att ha korsat Atlanten 1492.
På vapenskölden är valspråket skrivet runt Herakles Stoder.

## Annan användning
- Fransmännen byggde försvarslinjen ’’Ne Plus Ultra’’ som de hoppades skulle stoppa Hertigen av Marlborough och hans armé under 1711 års kampanj under Spanska tronföljdskriget, men hans armé bröt igenom utan förluster.[2]
- Mottot används av staten Veracruz i Mexiko som en del i dess flagga.
- Valspråket används också av Veracruz de Ignacio de la Llave, Tabasco, och av Coahuila de Zaragoza i Mexico och av Colombianska marinen.[3]
- Mottot används av ett antal institutioner runt om i världen, däribland Universidad Nacional Mayor de San Marcos, Universidad Nacional Autónoma de México, Shepherd University, St Peters Lutheran College i Indooroopilly, Queensland, Trompsburg Primary School, and Immanuel College i Adelaide, South Australia.
- Den franska versionen, Plus oultre, används som motto av den belgiska staden Binche och United States Air Force Academy's 15th Cadet Squadron. Karl V av Spanien föddes i Gent, Flandern och som resultat av detta används mottot i regionen.
- Den engelske filosofen Sir Francis Bacon använde ’’plus ultra’’ som sitt personliga valspråk.